# 텐다구루 층

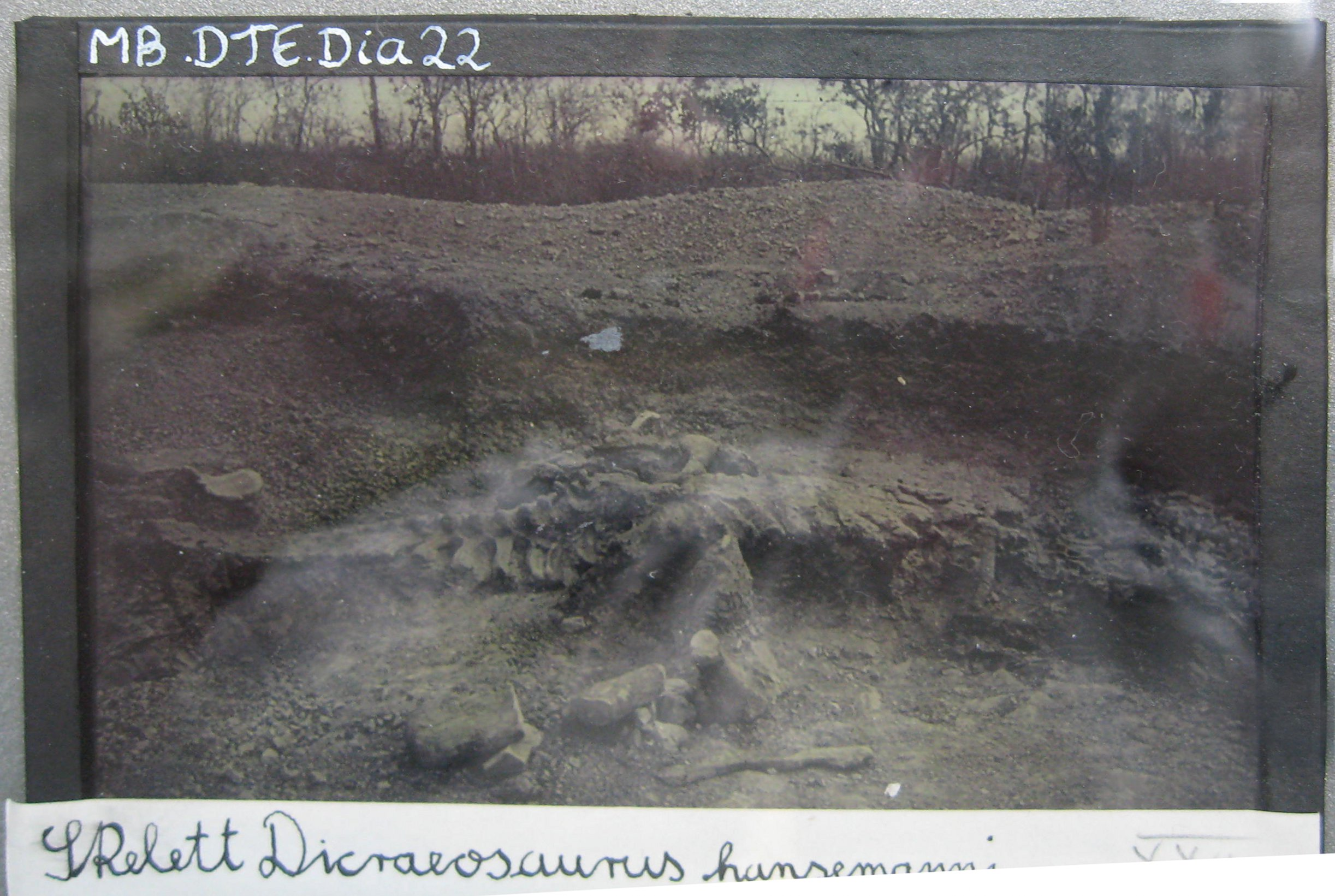
텐다구루 층에서 발굴된 디크레오사우루스의 화석

텐다구루 층(Tendaguru Formation)은 아프리카 탄자니아에 있는 쥐라기 후기의 지층이다. 미국의 모리슨 층과 유사한 점이 많아 종종 비교되는데, 이를테면 텐다구루 층의  브라키오사우루스와 켄트로사우루스는 각각 모리슨 층의 브라키오사우루스와 스테고사우루스와 비교된다.
 위키미디어 공용에 텐다구루 층 관련 미디어 분류가 있습니다.